# جيورجينا باتاغليا
جيورجينا باتاغليا (بالإسبانية: Georginna Battaglia) مواليد 15 فبراير 1995، هي لاعبة كرة يد باراغوايانية تلعب كمحور. مثلت منتخب باراغواي لكرة اليد للسيدات.

## سجل المنافسة
شاركت في البطولات التالية:
- بطولة العالم لكرة اليد للسيدات 2013